# 宝晓峰
宝晓峰（1978年11月22日—），女，蒙古族，内蒙古呼和浩特人，中国中央电视台主持人。毕业于北京广播学院（现中国传媒大学）播音系。中国共产党党员（2001年—）。

## 生平
1978年，宝晓峰出生于内蒙古自治区呼和浩特市。1985年，进入呼和浩特市新华街小学读书。1991年，她升入呼和浩特市实验中学就读初中。1994年，考入呼和浩特市土默特中学就读高中。1997年，考入北京广播学院播音系。2001年，大学毕业后进入中国中央电视台担任主持人。2020年9月12日，她成为《新闻联播》主播之一。2022年2月4日，在2022年冬季奥林匹克运动会开幕式国家体育场现场担任中文解说司仪。
2022年11月30日，原中共中央总书记江泽民因病在上海逝世，宝晓峰和潘涛在央视新闻频道当晚18时的特别报道和19时的《新闻联播》中全文播报了《告全党全军全国各族人民书》。两人成为继1976年9月9日夏青播报毛泽东逝世消息和1997年2月20日罗京播报邓小平逝世消息后，第三/四位播报中华人民共和国最高领导人逝世消息的播音员。

## 作品
- 《亚洲报道》
- 《新闻早8点》
- 《媒体广场》
- 《朝闻天下》
- 《新闻30分》
- 《新闻直播间》
- 《午夜新闻》
- 《共同关注》
- 《新闻联播》